# Flavio Zandoná
Flavio Zandoná (sinh ngày 8 tháng 4 năm 1967) là một cầu thủ bóng đá người Argentina.

## Sự nghiệp câu lạc bộ
Flavio Zandoná đã từng chơi cho Avispa Fukuoka.